# Suzucuki
Suzucuki (japonsky 涼月 nebo 凉月) byl třetí torpédoborec třídy Akizuki japonského císařského námořnictva z druhé světové války. Po dokončení v prosinci 1942 se věnoval převážně doprovodu těžkých jednotek japonského námořnictva. V červenci 1943 se zúčastnil jednoho tokijského expresu z Rabaulu na ostrov Buka a poté se opět věnoval eskortování těžkých jednotek. Dne 16. ledna 1944 byl těžce poškozen dvěma torpédy z ponorky USS Sturgeon (SS-187) a následné opravy trvaly až do října 1944. Již 16. října byl ale torpédován ponorkou USS Besugo (SS-321) a musel na necelý měsíc opět do doků. Od konce listopadu 1944 se opět věnoval eskortování těžkých jednotek a výcviku ve Vnitřním moři. V rámci operace Ten-gó doprovázel ve dnech 6. a 7. dubna 1945 bitevní loď Jamato na jejím sebevražedné cestě k Okinawě. Byl jedním ze čtyř torpédoborců, které jako jediní přežily následující letecké útoky Američanů, během kterých byla potopena Jamato a spolu s ní i dalších pět doprovodných plavidel. Suzucuki byl během této operace opět poškozen a kvůli rozsáhlému poškození přídě doplul do Japonska pozpátku. Již nikdy nebyl opraven a japonská kapitulace jej zastihla v Sasebu. Po kapitulaci byl potopen jako vlnolam u Takamacu.
U japonských jmen je rodné jméno uváděno na prvním místě a rodové jméno na druhém

## Popis
Suzucuki patřil k první sérii torpédoborců třídy Akizuki. Ta byla původně navržena jako třída protiletadlových doprovodných plavidel. Nakonec ale bylo rozhodnuto instalovat jeden čtyřhlavňový torpédomet typu 92 model 4 s celkovou zásobou osmi 610mm torpéd typu 93.
Hlavní hlavňovou výzbroj Suzucuki – a hlavní identifikační znak třídy Akizuki – představovalo osm víceúčelových 100mm kanónů typu 98 s délkou hlavně 65 ráží ve čtyřech dvouhlavňových věžích. K jejich zaměřování sloužily dva 4,5metrové stereoskopické dálkoměry. Na Suzucuki byl později zadní dálkoměr nahrazen jedním trojhlavňovým 25mm kompletem.

### Protiletadlová děla ráže 25 mm
Suzucuki byl dokončen již se dvěma 25mm trojčaty (namísto dvojčat jako u předchozích dvou jednotek) na protiletadlové plošině před torpédometem. Další posílení protiletadlové výzbroje, oproti předchozím dvěma jednotkám, představovaly další dvě protiletadlová trojčata na plošinách vedle komínu. Suzucuki tak po dokončení nesl celkem čtyři tříhlavňové 25mm komplety.
Během války byla protiletadlová výzbroj nadále posilována. Nejpozději během roku 1944 byl další trojhlavňový 25mm komplet umístěn na místo zadního dálkoměru typu 94 a pravděpodobně se už objevily i 25mm kanóny v jednohlavňovém uspořádání.
Koncem války nesl Suzucuki celkem 50 nebo 51 kanónů ráže 25 mm v jedno a trojhlavňových lafetacích. Kromě původních čtyř trojhlavňových kompletů a pátého na místě dálkoměru na zádi přibyly další dva tříhlavňové komplety na nových plošinách vedle můstku. Výskyt těchto plošin je na některých plavidlech třídy Akizuki zdokumentován minimálně od konce roku 1944 (Hanazuki je měl již při dokončení v prosinci 1944), takže k instalaci na Suzucuki mohlo dojít již někdy v této době, nebo někdy poté. Poválečné fotografie, zachycující poškozený Suzucuki v Sasebu, prokazují instalaci těchto plošin. Celkem Suzucuki koncem války nesl sedm trojhlavňových 25mm kompletů. Vedle trojhlavňových komplexů nesl Suzucuki koncem války v roce 1945 ještě 29 (podle Nippon kaigun kantei šašinšú) nebo 30 (podle Orla) jednohlavňových 25mm kanónů umístěných na palubě a na zadní nástavbě.

### Radar
Po dokončení nesl Suzucuki metrový přehledový radar pro sledování vzdušných i hladinových cílů typu 21 Gó s otočnou anténu (buď modelu 6 o rozměrech 3,6 x 2 metry, nebo modelu 7 o rozměrech 3,6 x 3 metry) na předním stěžni. Suzucuki byl přijat do služby zároveň s následujícím Hacuzuki a stal se tak pravděpodobně spolu s ním první jednotkou třídy Akizuki, která byla vybavena radarem.
Později byl radar 21 Gó nahrazen za centimetrový radar 22 Gó s anténou ve tvaru dvou trychtýřů. Radarovou výbavu koncem války doplňovaly ještě dva metrové přehledové radary proti vzdušným cílům 13 Gó.

## Služba

### Přijetí do služby a poprvé v jihozápadním Pacifiku (prosinec 1942 až červen 1943)
Suzucuki byl dokončen a přijat do služby 29. prosince 1942 v Nagasaki a jeho prvním velitelem se stal čúsa (中佐 ~ fregatní kapitán) Šizuo Akazawa. Dne 15. ledna 1943 byl spolu se sesterským Hacuzuki zařazen do 61. kučikutai (駆逐隊 ~ divize torpédoborců), ve které tou dobou sloužil už jenom sesterský Akizuki. 61. kučikutai tou dobou patřila pod 10. suirai sentai (水雷戦隊 ~ eskadry torpédoborců) 3. kantai (艦隊 ~ loďstvo) Rengó kantai.
Dne 22. března 1943 vyplul Suzucuki spolu s Hacuzuki ze Saeki, aby doprovodil letadlové lodě Džunjó a Hijó na atol Truk, kam dorazil 27. března. Z Truku pokračoval 29. března s nákladem materiálu pro stavbu základny do Rabaulu a na Truk se vrátil 6. dubna. Dne 12. května (Tokijského času) se Američané vylodili na Attu a 17. května vypluly jednotky císařského námořnictva z Truku do Japonska, kde se měly soustředit před plánovaným protiúderem v Aleutech. Doprovázely je i Suzucuki a Hacuzuki, které 22. května zakotvily v Jokosuce. Plánovaný protiúder se ale nakonec neuskutečnil a Suzucuki se tak mohl během června podrobit údržbě výcviku v domácích vodách.

### Podruhé v jihozápadním Pacifiku (červenec až září 1943)
Po odvolaném protiúderu na severu eskortovaly Suzucuki a Hacuzuki ve dnech 10. až 15. července 1943 plavidla loďstva z Japonska zpátky na Truk. Dne 19. července byly oba torpédoborce součástí doprovodu nosiče hydroplánů Niššin, hybridního křižníku Mogami a lehkých křižníků Ójodo a Agano, které transportovaly vojáky z Truku do Rabaulu. Do cíle konvoj dorazil 21. července.
Již 22. července vedl Suzucuki „krysí transport“ z Rabaulu na ostrov Buka. Ve dnech 24. až 26. července doprovázely Suzucuki a Hacuzuki křižníky Mogami, Ójodo a Agano zpět na Truk. Z Truku pokračovaly oba torpédoborce na Palau, kam dorazily 30. července. Tam se připojily ke konvoji tankerů a doprovodily je na Truk, kam dorazily 3. srpna. Ve dnech 8. až 10. srpna doprovázely Suzucuki a Hacuzuki těžké křižníky Mjókó a Haguro, které pluly s dalšími posilami z Truku do Rabaulu. Mezi 27. srpnem a 2. zářím doprovázely cvičný křižník Kašima z Truku na atol Kwajalein a zpět.

### Proti americkým nájezdům (září až prosinec 1943)
Koncem září 1943 podnikly americké letadlové lodě TF 15 a TF 11 nájezd na atoly Makin a Tarawa. Suzucuki a Hacuzuki vypluly 18. září spolu s dalšími jednotkami z Truku k atolu Eniwetok, aby čelily těmto americkým nájezdům. K žádnému střetnutí ale nedošlo a 25. září se vrátily zpět na Truk. Počátkem října pak TF 14 zaútočila na Wake. V očekávání dalších nájezdů amerických letadlových lodí vyplulo japonské loďstvo 17. října z Truku k atolu Eniwetok. Suzucuki a Hacuzuki se opět zúčastnily tohoto výjezdu, ale ani tentokrát ke kontaktu s americkými silami nedošlo a 26. října se japonský svaz vrátil na Truk.
V 9:00 ráno 11. listopadu připluly oba torpédoborce z Truku na pomoc nákladní lodi Tókjó Maru, kterou den předtím asi 240 námořních mil jiho-jihozápadně od Truku torpédovala ponorka USS Scamp. Suzucuki v 17:10 přirazil k levoboku Tókjó Maru a mezi 18:00 a 19:45 se pokusil svými pumpami zvládnout příval vody pronikající do trupu torpédované lodě, ale marně. Ve 20:00 se odpoutal a i když záchranné práce úplně neustaly, druhého dne odpoledne se Tókjó Maru potopila.
Ve dnech 12. až 15. listopadu oba torpédoborce asistovaly torpédovanému lehkému křižníku Agano na jeho cestě z Rabaulu na Truk. Po vylodění Američanů na Tarawě doprovázel Suzucuki spolu s torpédoborci Hacuzuki, Hamakaze, Fudžinami a Hajanami ve dnech 23. (nebo 24.) listopadu až 5. prosince těžké křižníky Suzuja, Kumano a Čókaj při jejich výjezdu k Marshallovým ostrovům. Ke střetu ale opět nedošlo a nakonec se Suzucuki vrátil na Truk. Na své druhé cestě do Japonska ve dnech 7. až 12. prosince doprovodil Suzucuki (spolu s Hacuzuki) z Truku do Kure letadlovou loď Zuikaku a těžký křižník Čikuma.

### Wake a první torpédování (prosinec 1943 a leden 1944)

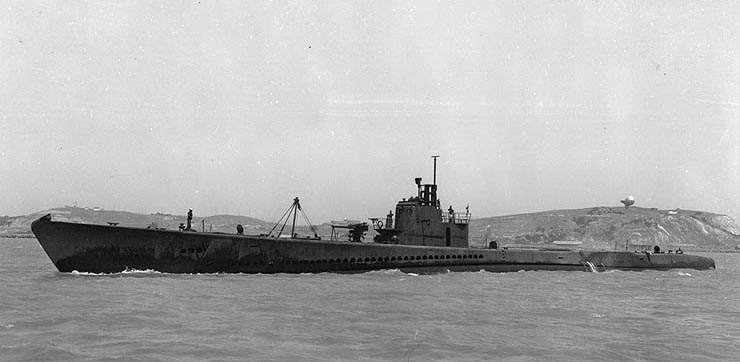
Ponorka USS Sturgeon (SS-187) v květnu 1943

Dne 24. prosince vypluly Suzucuki a Hacuzuki z Japonska (pravděpodobně z Hirošimy), aby přes Kagošimu (26. prosince) doprovodily vojenský transport Akagi Maru na okupovaný Wake, kam dorazily 1. ledna 1944. Po vyložení posil a materiálu z Akagi Maru se všechna plavidla vrátila 9. ledna do Kure. Dne 10. ledna se novým velitelem Suzucuki stal čúsa Noboru Seo.
Na Wake měla směřovat i druhá plavba s Akagi Maru, na kterou se Suzucuki a Hacuzuki vydaly 15. ledna – opět pravděpodobně z Hirošimy. Během plavby přes Bungo suidó byl kolem 11:00 následujícího dne Suzucuki torpédován ponorkou USS Sturgeon. Ze čtyř torpéd, které Sturgeon v 10:43 vypálil na Suzucuki a Akagi Maru, byl Suzucuki zasažen jedním torpédem z levoboku na přídi a druhým na zádi. Zásah na přídi způsobil explozi skladiště střeliva pod dělovou věží č. 1 a utrhl příď až po přepážku č. 61. Zásah na zádi utrhl záď od přepážky č. 168 dál. Střed Suzucuki se udržel na hladině i když došlo k zaplavení ubytovacích prostor posádky a přední kotelny. Zahynulo 135 mužů, včetně kapitána Seoa, velitele 61. kučikutai daisa (大佐 ~ námořní kapitán) Micujoši Tomariho a 89 přepravovaných vojáků.
Hacuzuki vyrazil do protiútoku proti ponořené ponorce, ale Sturgeon nakonec unikl. Hacuzuki vzal těžce poškozený torpédoborec do vleku a odtáhl jej nejprve do Sukumské zátoky a později do Kure, kam s ním doplul 18. ledna. V Kure byl Suzucuki umístěn na devět měsíců do doku a opravován až do 12. října. Během oprav byl novým velitelem Suzucuki jmenován čúsa Nagahide Sugitani.

### Druhé torpédování (říjen 1944)

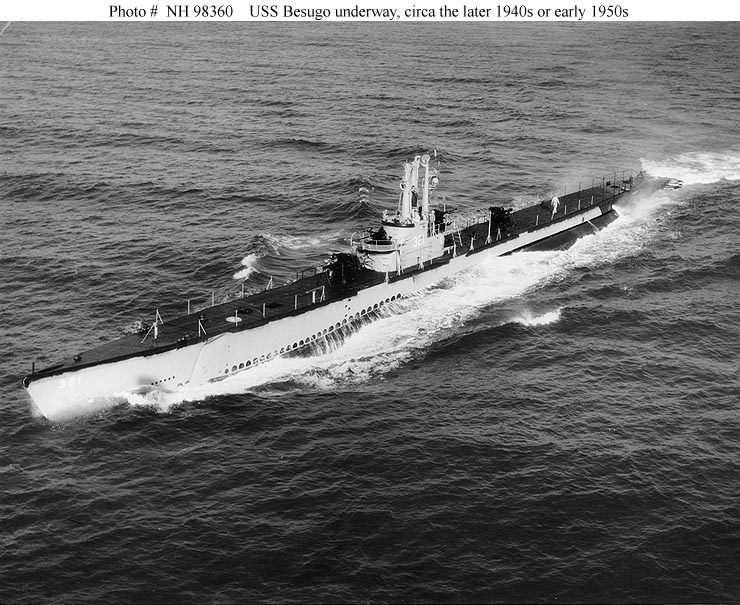
Ponorka USS Besugo (SS-321)

Po dokončení oprav vyplul 16. října 1944 Suzucuki spolu se sesterským Wakacuki z Óita s nákladem leteckých komponent. Oba torpédoborce doprovázaly konvoj do Ťi-lungu. Ve 22:12 byl při proplouvání Bungo suidó Suzucuki opět torpédován. Tentokrát jej zasáhla dvě torpéda z ponorky USS Besugo. Obě zasáhla příď na levoboku: jedno zdemolovalo příď až po přepážku č. 18, zatímco druhé torpédo zasáhlo příď mezi přepážkami č. 42 až 44 (tedy přibližně pod přední dělovou věží), ale neexplodovalo. I když druhé torpédo neexplodovalo, prorazilo do trupu díru o průměru přibližně 55 centimetrů a vnikající voda zaplavila muniční skladiště pod dělovou věží č. 1.
Zásahem došlo rovněž k vyřazení přední strojovny na levoboku. Pouze se zadní pravoboční strojovnou v chodu dokázal poškozený torpédoborec rychlostí přibližně 7 uzlů (13,0 km/h) doplout do Kure. Cestou ho doprovázel Wakacuki.
Opravy v Kure trvaly od 17. října do 11. listopadu. Je možné (jak ukazuje schéma v Nippon kaigun kantei šašinšú), že během těchto oprav (nebo již při opravách po prvním torpédování) byla na Suzucuki instalována zjednodušená příď stejného typu, jaký měla podtřída Mičizuki.

### U 41.kučikutai(podzim 1944 až jaro 1945)
Po dokončení oprav byl 15. listopadu 1944 Suzucuki přidělen ke 41. kučikutai, ve které (mimo jiné) sloužily i sesterské Fujuzuki (toho času opravován v Kure) a Šimocuki (toho času na cestě do jihozápadního Pacifiku). 41. kučikutai tehdy podléhala 10. suirai sentai, 2. kantai, Rengó kantai.
Dne 23. listopadu 1944 doprovodily Suzucuki a Fujuzuki letadlovou loď Džunjó z Kure do Saseba. Dne 25. listopadu vypluly oba torpédoborce ze Saseba, aby Džunjó doprovodily přes Mako (zastávka 27. listopadu) do Manily, kam dorazily 30. listopadu. Již následujícího dne vyplul trojčlenný svaz zpátky do Mako, kam dorazil 3. prosince. Dne 5. prosince se v Mako ke svazu přidala bitevní loď Haruna a následujícího dne celý svaz – doplněný navíc torpédoborcem Maki – vyplul zpět do Japonska. Po půlnoci na 9. prosince byl svaz napaden ponorkami USS Sea Devil, USS Plaice a USS Redfish, kterým se povedlo zasáhnout Džunjó třemi torpédy a Maki jedním. Obě zasažené lodě se ale udržely na hladině a ráno 10. prosince všechny lodě dopluly do Saseba. Následujícího dne Fujuzuki a Suzucuki eskortovaly Haruna ze Saseba do Kure, kam dorazily 12. prosince.
V následujících měsících prošel Suzucuki údržbou a tréninkem ve Vnitřním moři a 10. března se novým velitelem Suzucuki stal čúsa Tošio Hirajama.

### OperaceTen-gó(duben 1945)

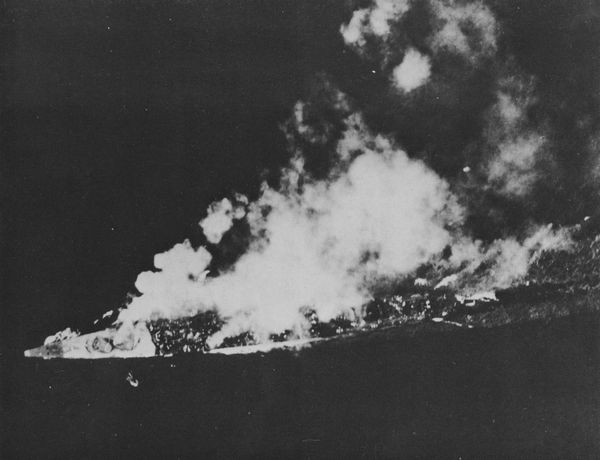
Suzucuki po zásahu pumou na přídi odpoledne 7. dubna.

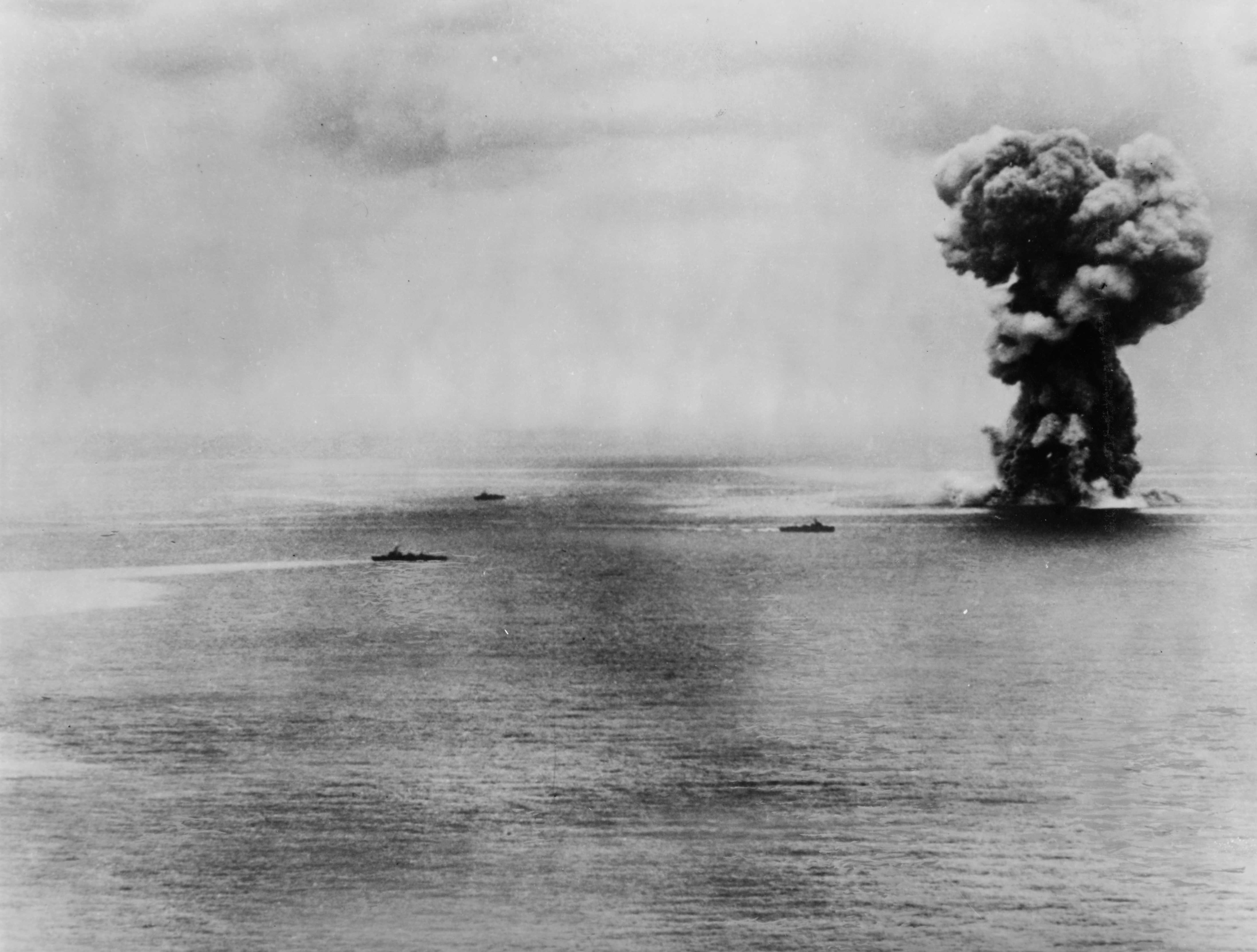
Exploze bitevní lodě Jamato odpoledne 7. dubna 1945: Suzucuki je v popředí vlevo plující pozpátku kvůli poškozené přídi

S vyloděním Spojenců na Okinawě schválilo počátkem dubna 1945 císařské námořnictvo zoufalý pokus o likvidaci spojeneckých sil v okolí ostrova – operaci Ten-gó. Jako doprovod bitevní lodě Jamato na její sebevražedné misi se podílel i Suzucuki. Svaz čúdžó (中将 ~ viceadmirál) Seiiči Itóa vyplul z Tokujamy odpoledne 6. dubna. Po poledni 7. dubna byl svaz napaden celkem třemi vlnami letadel z letadlových lodí americké TF 58. Během útoku prvních dvou vln z TG 58.1 a 58.3 byl Suzucuki ve 12:47 nebo až 13:08 zasažen 500lb (113,4 kg) trhavou pumou na přídi. Puma zasáhla pravobok trupu na úrovni hlavní paluby pod přední dělovou věží č. 2. Explodovala při dopadu a vyrvala v trupu díru mezi přepážkami č. 51 až 70, která sahala až pod čáru ponoru. Obě přední dělové věže byly vyřazeny. Do trupu se začala valit voda, která zaplavila muniční skladiště. To torpédoborec zachránilo před explozí předních muničních skladišť, neboť vypukl rozsáhlý požár, který zasáhl i pohotovostní zásobu 100mm munice v barbetách. Střepiny z explodující pohotovostní munice pak prorazily další díry do hlavní a přední paluby. Další dvě pumy dopadly těsně vedle trupu u zádě.
I přes vážné poškození přídě zůstal Suzucuki schopný plavby vlastní silou a po zbytek střetnutí plul kvůli snížení namáhání poškozené přídě pozpátku. Po potopení Jamato se Suzucuki vydal sám (zbývající tři torpédoborce s ním ztratily kontakt a byl považován za ztracený) do Saseba, kam dorazil ve 14:30 následujícího dne. Padlo 57 členů posádky a dalších 34 bylo zraněno.

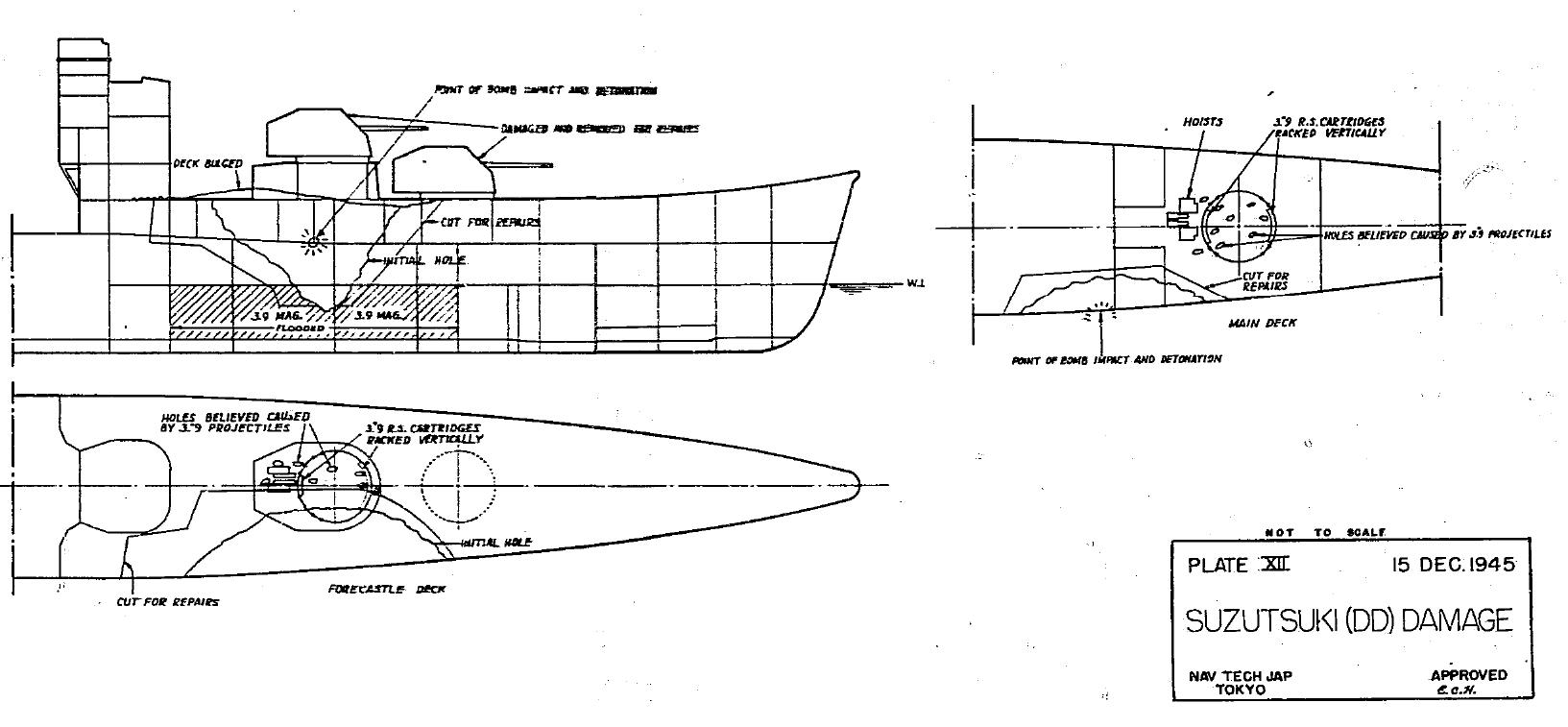
Schéma poškozené přídě Suzucuki po operaci Ten-gó podle reportu S-06-1. Šrafovaná oblast znázorňuje zaplavené sekce.

V Sasebu byl Suzucuki umístěn do doku č. 7, ale 5. května byly opravy zastaveny ve prospěch produkce sebevražedných prostředků. Kapitán Hirajama byl z funkce velitele Suzuki odvelen 15. května a 10. června byl neopravený Suzucuki přemístěn do jedné malé zátoky u Saseba, kde byl zakotven jako protiletadlová baterie. Dne 5. července byl vyjmut ze stavu 41. kučikutai a přesunut do rezervy. Japonské kapitulace se dočkal prakticky opuštěný.
Dne 20. listopadu 1945 byl Suzucuki vyškrtnut ze seznamu lodí japonského císařského námořnictva a následně potopen jako vlnolam u Takamacu. Později byl sešrotován.